# Pulwama (district)
Pulwama is een district van het Indiase unieterritorium Jammu en Kasjmir. Het district telt 632.295 inwoners (2001) en heeft een oppervlakte van 1398 km².
Divisie Jammu:
Doda · Jammu · Kathua · Kishtwar · Poonch · Rajouri · Ramban · Reasi · Samba · Udhampur
Divisie Kasjmir:
Anantnag · Badgam · Bandipora · Baramulla · Ganderbal · Kulgam · Kupwara · Pulwama · Shopian · Srinagar